# Болгаро-румынские отношения
Болгаро-румынские отношения — двусторонние дипломатические отношения между Болгарией и Румынией. Обе страны являются членами НАТО и Европейского союза. 
Протяжённость государственной границы между странами составляет 605 км.

## История

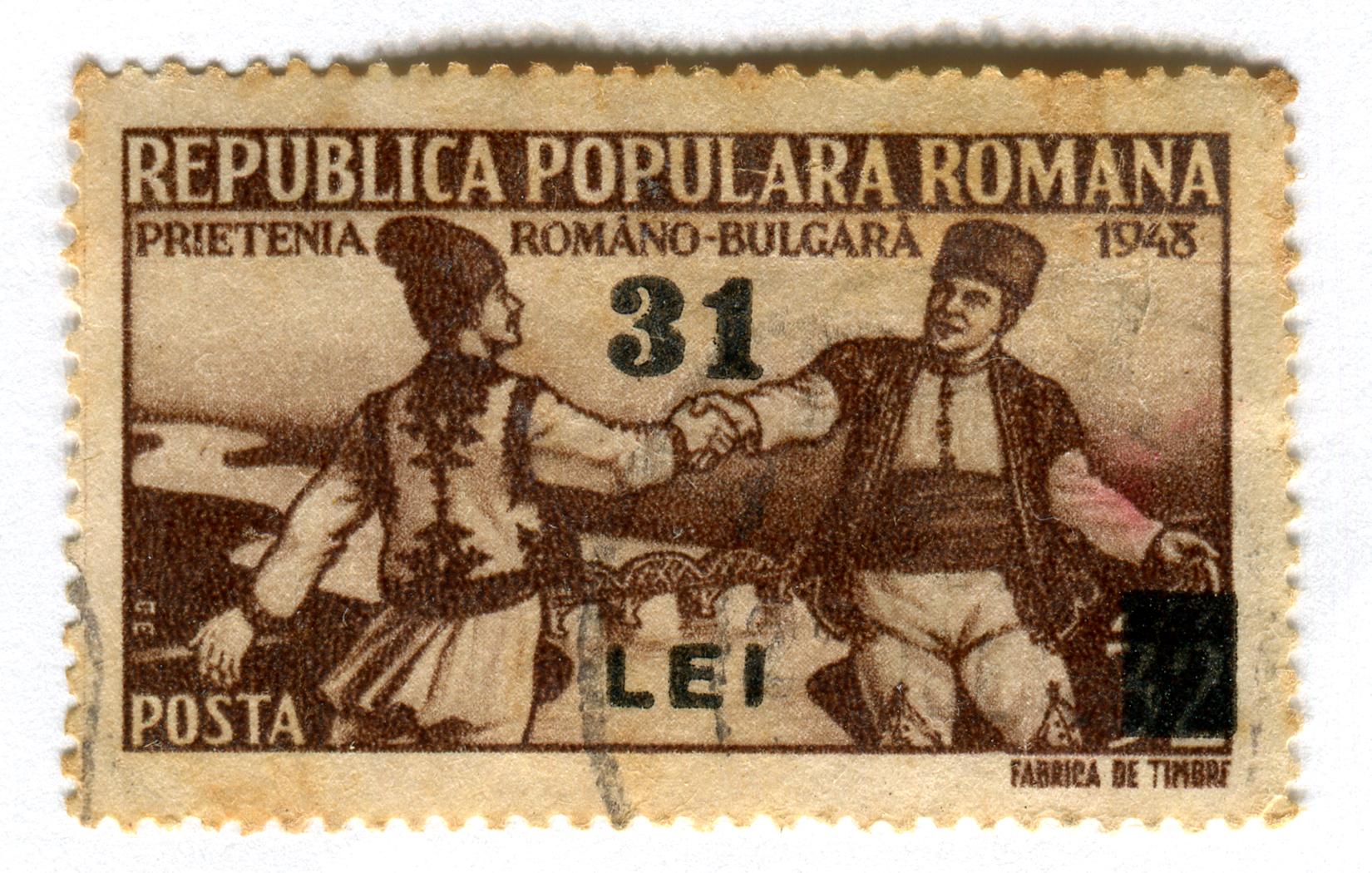
Почтовая марка Румынии 1948 г., посвящённая болгаро-румынской дружбе

В своей новой истории Болгарии и Румынии дважды воевали (Вторая Балканская война и Первая мировая война) из-за территориального спора по принадлежности Южной Добруджи, закончившегося подписанием Крайовского мирного договора в 1940 году.
В начале 1980-х годов болгаро-румынские отношения были отмечены регулярными официальными встречами Генерального Секретаря ЦК БКП Тодора Живкова и президента Социалистической Республики Румыния Николае Чаушеску. В те годы Болгария и Румыния совместно выступали за то, чтобы на Балканском полуострове не размещалось ядерное оружие. Затем, отношения стали более напряжёнными из-за внешней политики Румынии, которая выступала против Перестройки, а также между странами начались взаимные обвинения в загрязнении окружающей среды. Вслед за этими событиями произошло ухудшение и личных отношений Живкова и Чаушеску. 
В конце 80-х Живков перестал критиковать химическое загрязнение Дуная от румынских заводов и занял нейтральную позицию в венгерско-румынском конфликте[каком?]. 
В 1991 году была создана совместная комиссия по вопросу охраны окружающей среды и между странами были восстановлены дружественные отношения.
В 2004 году отмечалось 125 лет с момента установления дипломатических отношений. 
В 2007 году отношения начали развиваться более интенсивно, с вступлением стран в Европейский союз. 

## Дипломатические представительства
- Болгария имеет посольство в Бухаресте[3]. Чрезвычайный и полномочный посол Болгарии в Румынии — Тодор Чуров.
- Румыния имеет посольство в Софии[4], а также почётные консульства в Бургасе и Силистре[5]. Чрезвычайный и полномочный посол Румынии в Болгарии — Брундуса Предеску.

## Экономические отношения
В 2013 году товарооборот между странами составил сумму в 3,5 млрд евро. 
В 2014 году Болгария экспортировала товаров в Румынию на сумму 2,06 млрд долларов США, что сделало Румынию четвёртым по величине рынком для сбыта болгарских товаров. 
В 2014 году Болгария импортировала товаров из Румынии на сумму 2,3 млрд долларов США.
2 июня 2013 года был открыт новый мост через Дунай, который вносит свой положительный вклад в развитие товарооборота, через города Видин и Калафат.